# 堺泉北道路

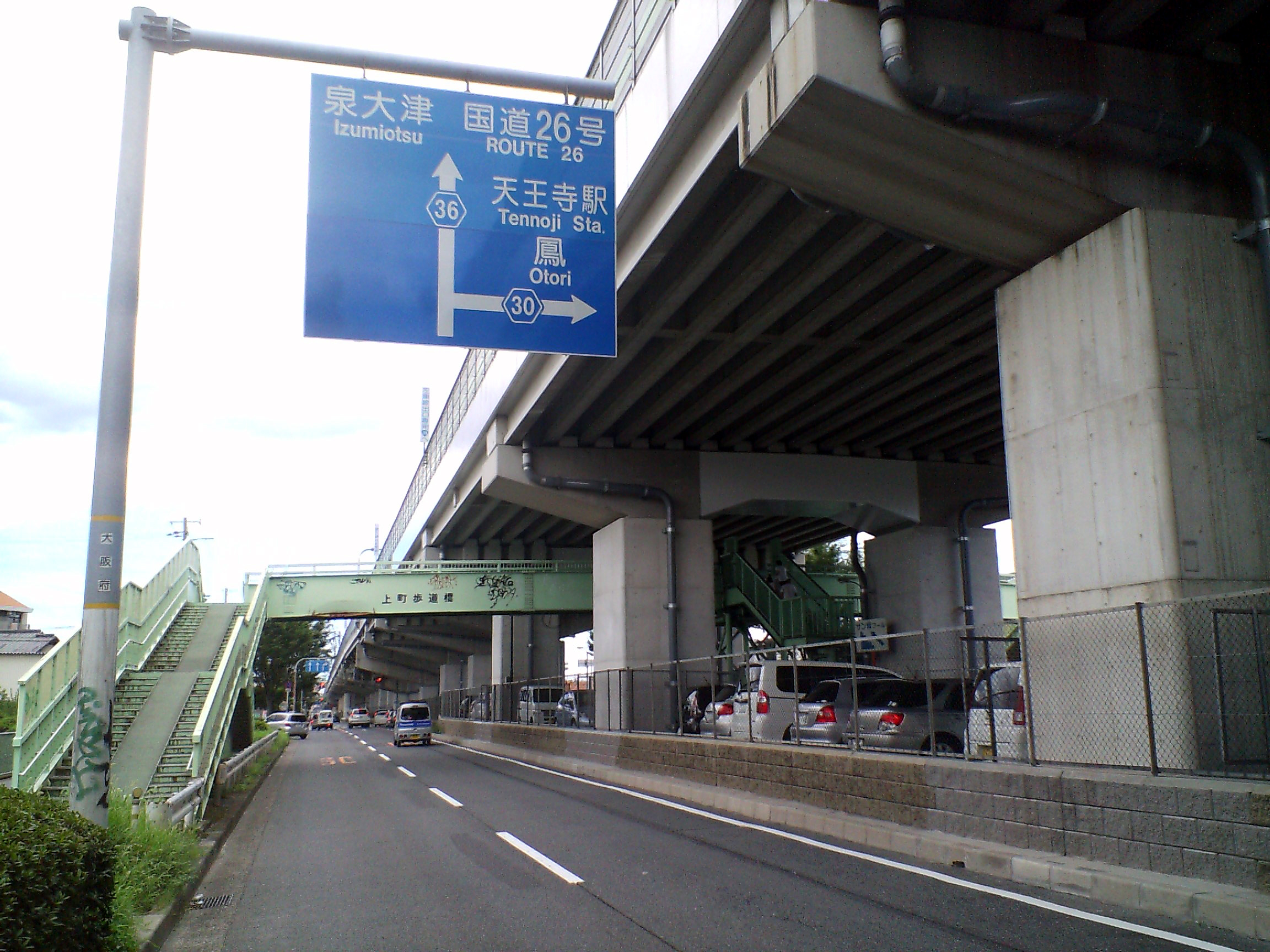
與大阪府道36號泉大津美原線併走的
堺泉北道路（高架上）
（大阪府和泉市上町）

堺泉北道路（堺泉北道路／さかいせんぼくどうろ）是從大阪府高石市至大阪府堺市中區的收費道路（國道26號）。
全線被指定為地域高規格道路計畫路線上的堺泉北道路（法定路線名） 。因為通行費採均一100圓收費的關係，有著「100圓高速（100円高速）」的稱號。2018年4月1日起，由大阪府道路公社交給西日本高速道路（NEXCO西日本）管理，同時收費也改為里程計費制。
高速公路路線編號被編為 E90 。

## 概要
全線通過大阪府道36號泉大津美原線新道的中央，從1986年（昭和61年）12月開始，花了約4年的時間建設。　
與阪和自動車道和阪神高速4号灣岸線直接連接，是往關西国際機場的聯絡道路，特別是來自大阪府北部及東部、奈良縣北部、京都府、滋賀縣、兵庫縣南部内陸部及北部、中國地方、東海地方、北陸地方等方向，本道路擔綱前述地區前往機場的主要路線的角色。
本道路並非快速道路，但適用與快速道路同等的通行規定。因此，道路標誌的底色為藍色。

### 路線資料
- 道路構造令（日语：道路構造令）：第4種第1級
- 車道數：完成4車道（部分除外）
- 設計速度：60 km/h
- 事業費：208億圓[4]

詳細請參考車道與速限。

## 歷史
- 1991年（平成3年）3月15日：助松出入口 - 平井出入口間通車
- 1991年（平成3年）12月7日：平井出入口 - 堺系統交流道間通車
  - 與阪和自動車道的美原北交流道 - 堺交流道間一通起車。
- 1993年（平成5年）11月4日：助松系統交流道 - 助松出入口間通車（全線通車）
  - 與阪神高速4號灣岸線的出島出入口 - 泉大津出入口間一起通車。
- 2006年（平成18年）2月8日：菱木收費站（助松方向）廢除並導入ETC。大平寺入口及平井入口、平井收費站（全為往助松方向）等設施啟用（全設施完成）
  - 與阪和自動車道的堺收費站（日语：堺料金所）（下行線，和歌山方向）及岸和田收費站（上行線，大阪方向）一起廢除。[5]
- 2018年4月1日：由大阪府道路公社交給西日本高速公路管裡。名稱由「堺泉北收費道路」（堺泉北有料道路）變更為「堺泉北道路」（堺泉北道路）。收費方式由均一收費制變更為里程收費制[6]。原路線被指定為大阪府道36號泉大津美原線（日语：大阪府道36号泉大津美原線），隨本次管理權移轉更改為國道26號[7]。

## 相關項目
- 地域高規格道路列表（日语：地域高規格道路一覧）
- 日本一般收費道路列表（日语：日本の一般有料道路一覧）

## 外部連結
- 西日本高速公路 （页面存档备份，存于）
- 大阪府道路公社　移管前的道路管理者
  - 大阪府道路公社-堺泉北收費道路